# Norrmalm
Norrmalm is een stadsdeel (stadsdelsområde) in de binnenstad van Stockholm. In het zuiden van Norrmalm ligt Stockholm City, het echte centrum met veel winkels. In 2004 had het stadsdeel 7322 inwoners. Al in de 13e eeuw wordt de naam 'Norrmalm', wat 'het noordereiland' betekent, genoemd in geschriften.

## Bezienswaardigheden
- Sergels torg, een plein
- Nationalmuseum, het grootste kunstmuseum van Zweden
- Drottninggatan, een winkelstraat
- T-Centralen, hoofdstation van de metro van Stockholm
- Stureplan, bekend plein en verkeersknooppunt
- Kungsträdgården, bekend park
- Sagers huis, ambtswoning van de minister-president

## Districten
Norrmalm is opgesplitst in twee districten:
- Vasastaden
- Skeppsholmen

Een klein noordelijk deel van het district Östermalm genaamd Nedre Östermalm behoort ook tot dit stadsdeel.
Stockholm-Oost:
Södermalm · 
Kungsholmen · 
Norrmalm · 
Östermalm

Stockholm-Zuid:
Enskede-Årsta-Vantör · 
Farsta · 
Hägersten-Liljeholmen · 
Skarpnäck · 
Skärholmen · 
Älvsjö

Stockholm-West:
Bromma · 
Hässelby-Vällingby · 
Rinkeby-Kista · 
Spånga-Tensta